# Football Club Arzignano Valchiampo
O Football Club Arzignano Valchiampo S.R.L., também conhecido como Arzignano Valchiampo ou simplesmente Arzignano, é um clube de futebol italiano com sede em Arzignano, comuna da província de Vicenza na região de Vêneto. Foi fundado em junho de 2011 a partir da fusão de dois times, o Garcia Moreno Arzignano e o Chiampo.
O clube atualmente participa da Serie D, a quarta divisão do futebol italiano organizada pela LND (Lega Nazionale Dilettanti), entidade esportiva responsável pelo futebol amador na Itália. Manda seus jogos no estádio Comunale Dal Molin (Stadio Comunale Dal Molin; em tradução livre: Estádio Municipal Dal Molin), localizado na mesma comuna da sede do clube, que conta com capacidade para 1.500 torcedores. O clube também usa o estádio Romeo Menti, localizado em Vicenza, comuna italiana da província homônima, na região de Vêneto, que conta com capacidade para 13.173 espectadores.

## História
O clube foi fundado em junho de 2011 na comuna italiana de Arzignano como Associazione Sportiva Dilettantistica Union Arzignano Chiampo, fruto da fusão de dois times locais, o Unione Sportiva Dilettantistica Chiampo fundado no final de 1963 e o Unione Sportiva Dilettantistica Garcia Moreno Arzignano. Este último clube foi fundado em 2005 através da fusão entre a Associazione Calcio Arzignano (clube fundado em 1920) e o Unione Sportiva Dilettantistica Garcia Moreno Arzignano. As cores do uniforme escolhidas foram o amarelo e azul, cores herdadas respectivamente do U.S.D. Chiampo e do U.S.D. Garcia Moreno Arzignano.
Na temporada 2011–12, o clube faz sua estreia no Promozione de Vêneto, uma das ligas regionais que compõem a sexta divisão nacional, sendo promovido ao Eccellenza dois anos depois. Na temporada de 2013–14, terminou em segundo lugar no seu grupo e foi promovido à Serie D. Em 2017, após três temporadas na Serie D, ele mudou seu nome para Associazione Sportiva Dilettantistica Arzignano Valchiampo. Um ano depois, eles venceram o grupo C da Serie D e foram promovidos à Serie C, chegando assim pela primeira vez entre os profissionais. Após o final da temporada o clube adotou o nome de Football Club Arzignano Valchiampo S.R.L., sua atual denominação.

## Cronologia no Campeonato Italiano de Futebol
A seguir temos as participações da Arzignano Chiampo no Campeonato Italiano de Futebol desde a sua estreia em 2011.
| Período       | Período       | Nome do Campeonato  | Nível / Categoria | Associação | Ref.  |
| ------------- | ------------- | ------------------- | ----------------- | ---------- | ----- |
| 2011–12       | 2012–13       | Promozione (Vêneto) | Sexta Divisão     | LND        | [ 1 ] |
| 2013–14       | 2013–14       | Eccellenza (Vêneto) | Quinta Divisão    | LND        | [ 1 ] |
| 2014–15       | 2018–19       | Serie D             | Quarta Divisão    | LND        | [ 1 ] |
| 2019–20       | 2019–20       | Serie C             | Terceira Divisão  | Lega Pro   | [ 1 ] |
| Desde 2020–21 | Desde 2020–21 | Serie D             | Quarta Divisão    | LND        |       |

## Títulos
| NACIONAIS  | NACIONAIS | NACIONAIS         | NACIONAIS |
| Competição | Títulos   | Temporadas        |           |
| ---------- | --------- | ----------------- | --------- |
| Serie D    | 1         | 2018–19 (grupo C) |           |